# Iso-Lumperoinen
Iso-Lumperoinen är en sjö i kommunen Saarijärvi i landskapet Mellersta Finland i Finland. Sjön ligger 117,5 meter över havet. Den är 21 meter djup. Arean är 3,24 kvadratkilometer och strandlinjen är 10,75 kilometer lång. Sjön  ingår i Kymmene älvs huvudavrinningsområde.   Den ligger omkring 54 kilometer norr om Jyväskylä och omkring 280 kilometer norr om Helsingfors. 
Väster om Iso-Lumperoinen ligger Saarijärvi med Saarijärvi kyrka.